# Nephrotoma
Nephrotoma is een geslacht van tweevleugelige insecten uit de familie van de langpootmuggen (Tipulidae). De wetenschappelijke naam is gepubliceerd in 1803 door Johann Wilhelm Meigen.
Nephrotoma is een groot geslacht, met meer dan vierhonderd soorten en ondersoorten. Het komt wereldwijd voor, vooral in de Holarctische, Oriëntaalse en Afrotropische gebieden.
Nephrotoma-soorten zijn meestal geel met donkergele tot zwarte markeringen. Ze worden gekenmerkt door zwarte langsstrepen op het scutum: drie op het voorste deel en twee op het volgende deel.
Ze leven in diverse habitats: loofbos, naaldbos en gemengd bos, regen- en moessonwouden, grasland, steppe, savanne en zelfs toendra. De meeste soorten prefereren gebieden met een gematigd klimaat en leven bij voorkeur in boskanten, weiden en rivieroevers. De larven leven meestal in humusrijke bodem. Larven van sommige soorten knagen aan plantenwortels en kunnen schade toebrengen aan landbouwgewassen zoals suikerbieten.

## Soorten
Deze lijst van 494 soorten is mogelijk niet compleet.
- N. abbreviata (Loew, 1863)
- N. aberdarensis Alexander, 1956
- N. aculeata (Loew, 1871)
- N. affinis (Bellardi, 1859)
- N. albonigra Alexander, 1921
- N. alexandriana Byers, 1968
- N. alterna (Walker, 1848)
- N. alticrista Alexander, 1941
- N. altigalea Alexander, 1967
- N. altissima (Osten Sacken, 1877)
- N. alleni (Alexander, 1913)
- N. alluaudi (Pierre, 1922)
- N. ambricola Alexander, 1963
- N. ampla Alexander, 1921
- N. analis (Schummel, 1833)
- N. angusticrista Alexander, 1962
- N. angustifrons Edwards, 1934
- N. angustistria Alexander, 1925
- N. antennata (Wiedemann, 1820)
- N. antithrix (Mannheims, 1962)
- N. appendiculata (Pierre, 1919)
- N. appendiculata appendiculata (Pierre, 1919)
- N. appendiculata pertenua Oosterbroek, 1978
- N. astigma (Pierre, 1925)
- N. atamoor Alexander, 1960
- N. atrohirsuta Alexander, 1973
- N. atrolatera Alexander, 1935
- N. atrostyla Alexander, 1935
- N. augustana Alexander, 1973
- N. aurantiaca (Macquart, 1838)
- N. aurantiocincta Alexander, 1941
- N. aurocomata Alexander, 1969
- N. australasiae (Skuse, 1890)
- N. austriaca (Mannheims & Theowald, 1959)
- N. baliana Alexander, 1936
- N. baluba Alexander, 1963
- N. bara Alexander, 1960
- N. barbigera (Savchenko, 1964)
- N. basiflava Yang & Yang, 1991
- N. basutoensis Alexander, 1956
- N. beckeri (Mannheims, 1951)
- N. bellula Alexander, 1969
- N. biappendiculata (Savchenko, 1973)
- N. biarmigera Alexander, 1935
- N. bicristata Alexander, 1967
- N. biformis Alexander, 1935
- N. bifusca Alexander, 1920
- N. boliviana Alexander, 1947
- N. bombayensis (Macquart, 1855)
- N. bourbonica Alexander, 1957
- N. boyesi Alexander, 1969
- N. breviorcornis (Doane, 1908)
- N. brevipennis (Wollaston, 1858)
- N. brevisternata Alexander, 1968
- N. buruensis Edwards, 1926
- N. byersi Oosterbroek, 1984
- N. byersina Alexander, 1973
- N. cacuminis Alexander, 1946
- N. calinota (Dietz, 1918)
- N. capensis (Rondani, 1863)
- N. carinata (Mannheims, 1958)
- N. catenata Alexander, 1935
- N. catenata catenata Alexander, 1935
- N. catenata guizhouensis Yang & Yang, 1988
- N. caudifera Alexander, 1935
- N. cinereifrons Edwards, 1933
- N. cingulata (Dietz, 1918)
- N. circumcincta Alexander, 1941
- N. circumscripta (Loew, 1863)
- N. cirrata Tangelder, 1984
- N. citreiceps Speiser, 1923
- N. citricolor Alexander, 1949
- N. citrina (Edwards, 1916)
- N. clanceyi Alexander, 1956
- N. claviformis Yang & Yang, 1987
- N. colorata (Walker, 1865)
- N. comoroensis Alexander, 1959
- N. concava Yang & Yang, 1990
- N. concolorithorax (Brunetti, 1912)
- N. condylophora Alexander, 1970
- N. consimilis (Brunetti, 1911)
- N. consularis (Osten Sacken, 1886)
- N. consularis consularis (Osten Sacken, 1886)
- N. consularis eminens Alexander, 1944
- N. contrasta Alexander, 1920
- N. cornicina (Linnaeus, 1758)
- N. cornicina cornicina (Linnaeus, 1758)
- N. cornicina sardiniensis Oosterbroek, 1978
- N. cornifera (Dietz, 1918)
- N. costofumosa Alexander, 1963
- N. cretensis Oosterbroek, 1982
- N. cristiformis Alexander, 1975
- N. crocata (Linnaeus, 1758)
- N. crocata crocata (Linnaeus, 1758)
- N. crocata luteata (Meigen, 1818)
- N. crocea (Loew, 1866)
- N. croceiventris (Strobl, 1909)
- N. croceiventris croceiventris (Strobl, 1909)
- N. croceiventris lindneri (Mannheims, 1951)
- N. cuneata Yang & Yang, 1991
- N. curtiterebra Alexander, 1967
- N. cuthbertsoni Alexander, 1956
- N. chaetopyga Alexander, 1921
- N. chalybea Alexander, 1921
- N. chapini Alexander, 1920
- N. chapini chapini Alexander, 1920
- N. chapini pattersoni Alexander, 1921
- N. chosensis Alexander, 1935
- N. dafla Alexander, 1970
- N. daisensis Alexander, 1935
- N. dampfi Alexander, 1925
- N. definita Alexander, 1935
- N. delegorguei (Macquart, 1846)
- N. delta (Walker, 1856)
- N. dewittei Alexander, 1956
- N. didyma Yang & Yang, 1987
- N. difficilis Tangelder, 1984
- N. dimidiata (de Meijere, 1904)
- N. distans Edwards, 1928
- N. dodabettae Alexander, 1951
- N. dominicana Alexander, 1970
- N. dorsalis (Fabricius, 1781)
- N. dorsata Alexander, 1953
- N. drakanae Alexander, 1936
- N. durangensis Alexander, 1953
- N. dutti Alexander, 1963
- N. eburata (Mannheims, 1958)
- N. ectypa (Speiser, 1908)
- N. edwardsaria Alexander, 1956
- N. edwardsi Alexander, 1917
- N. effrena Alexander, 1936
- N. electripennis Alexander, 1953
- N. elegans (Fabricius, 1805)
- N. elegantula (Williston, 1896)
- N. elgonica Alexander, 1956
- N. erebus Alexander, 1922
- N. ericarum Alexander, 1967
- N. esakii Alexander, 1924
- N. eucera (Loew, 1863)
- N. euceroides Alexander, 1919
- N. euchroma (Mik, 1874)
- N. eugeniae (Savchenko, 1957)
- N. euthynota Alexander, 1962
- N. evittata Alexander, 1935
- N. exastigma Oosterbroek, 1978
- N. excelsior (Bergroth, 1888)
- N. extensicornis Alexander, 1974
- N. familiaris (Osten Sacken, 1881)
- N. fasciata (Macquart, 1834)
- N. ferruginea (Fabricius, 1805)
- N. festiva (Walker, 1848)
- N. flammeola Alexander, 1925
- N. flavescens (Linnaeus, 1758)
- N. flavipalpis (Meigen, 1830)
- N. flavofimbria Alexander, 1976
- N. flavonigra Alexander, 1920
- N. flavonigra andohahelana Alexander, 1960
- N. flavonigra flavonigra Alexander, 1920
- N. flavonota (Alexander, 1914)
- N. flavoposticata Alexander, 1936
- N. flavoscutellata Edwards, 1925
- N. fletcheriana Alexander, 1952
- N. floresensis Alexander, 1936
- N. fontana Oosterbroek, 1978
- N. forcipata (Pierre, 1919)
- N. formosensis (Edwards, 1916)
- N. freemani Alexander, 1956
- N. fulani Alexander, 1974
- N. fulvomedia Alexander, 1958
- N. fumidapicalis Alexander, 1921
- N. fumiscutellata Alexander, 1935
- N. fuscapex Edwards, 1928
- N. fuscescens (Riedel, 1910)
- N. fuscipennis (Karsch, 1886)
- N. fuscipennis fuscipennis (Karsch, 1886)
- N. fuscipennis pronotalis Alexander, 1921
- N. fuscipennis triflava Alexander, 1921
- N. fuscoflava (Brunetti, 1918)
- N. gaganboi Tangelder, 1984
- N. gamma (Brunetti, 1912)
- N. geminata Alexander, 1920
- N. geniculata Yang & Yang, 1987
- N. glabricristata Alexander, 1939
- N. globata Alexander, 1951
- N. globosa Alexander, 1969
- N. glossophora Alexander, 1964
- N. gnata (Dietz, 1918)
- N. gorongozae Alexander, 1960
- N. gracilicornis (Loew, 1864)
- N. graueri Speiser, 1923
- N. guangxiensis Yang & Yang, 1993
- N. guestfalica (Westhoff, 1879)
- N. guestfalica guestfalica (Westhoff, 1879)
- N. guestfalica hartigiana Oosterbroek, 1982
- N. guestfalica surcoufi (Pierre, 1925)
- N. guttipleura Alexander, 1936
- N. hainanica Alexander, 1936
- N. hamulifera Alexander, 1967
- N. handschiniana Alexander, 1936
- N. helvetica (Mannheims & Theowald, 1959)
- N. hemichroa Alexander, 1956
- N. hirsuticauda Alexander, 1924
- N. hubeiensis Yang & Yang, 1987
- N. hunanensis Yang & Yang, 1991
- N. hypocrites (Brunetti, 1918)
- N. hypogyna Yang & Yang, 1990
- N. idiocera Alexander, 1976
- N. imerina Alexander, 1920
- N. immaculata (Van der Wulp, 1891)
- N. impigra Alexander, 1935
- N. impigra fulvovittata (Savchenko, 1964)
- N. impigra impigra Alexander, 1935
- N. inconsequens Alexander, 1936
- N. incristata (Mannheims, 1958)
- N. inorata Alexander, 1951
- N. integra Alexander, 1935
- N. iridipennis (Pierre, 1925)
- N. irrevocata Alexander, 1936
- N. javana (Wiedemann, 1821)
- N. javensis (Doleschall, 1856)
- N. jinxiuensis Yang & Yang, 1993
- N. joneensis Yang & Yang, 1990
- N. kaulbacki Alexander, 1951
- N. kaviengensis Alexander, 1936
- N. kelimotoensis Alexander, 1936
- N. kempfi Alexander, 1976
- N. kigeziana Alexander, 1956
- N. kigeziana celator Alexander, 1956
- N. kigeziana kigeziana Alexander, 1956
- N. kigeziana trigona Alexander, 1956
- N. kodaikanalensis Alexander, 1951
- N. koreana Tangelder, 1984
- N. korpa Alexander, 1967
- N. kraussiana Alexander, 1978
- N. kunagi Yang & Yang, 1990
- N. laconica (Osten Sacken, 1882)
- N. laffooni Alexander, 1950
- N. lamellata (Riedel, 1910)
- N. lamellata lamellata (Riedel, 1910)
- N. lamellata sublamellata Alexander, 1935
- N. lateropolita Alexander, 1938
- N. laticrista Savchenko, 1966
- N. latispina Alexander, 1956
- N. latissima Alexander, 1962
- N. leeuweni Oosterbroek, 1985
- N. lempkei Oosterbroek, 1978
- N. leonia Alexander, 1921
- N. lerothodi Alexander, 1956
- N. leto Alexander, 1956
- N. leucostigma Alexander, 1960
- N. libra Alexander, 1951

- N. ligulata Alexander, 1925
- N. lindneriana Alexander, 1978
- N. livingstonei Alexander, 1921
- N. longisternata Alexander, 1967
- N. lordhowensis Dobrotworsky, 1974
- N. luaboensis Alexander, 1960
- N. lucida (Schiner, 1868)
- N. lugens (Loew, 1864)
- N. lundbecki (Nielsen, 1907)
- N. lundbecki alexanderi Oosterbroek & Tangelder, 1987
- N. lundbecki lundbecki (Nielsen, 1907)
- N. lunulicornis (Schummel, 1833)
- N. luteopleura (Séguy, 1938)
- N. mabelana Alexander, 1976
- N. macrocera (Say, 1823)
- N. machadoi Alexander, 1963
- N. madagascariensis (Enderlein, 1912)
- N. makiella (Matsumura, 1916)
- N. malickyi Martinovsky, 1979
- N. mambila Alexander, 1976
- N. margaritae Alexander, 1970
- N. marshalli Alexander, 1921
- N. martynovi Alexander, 1935
- N. medioflava Oosterbroek, 1985
- N. medioligula Alexander, 1945
- N. medioproducta Alexander, 1940
- N. medipubera Edwards, 1932
- N. medleri Alexander, 1972
- N. megacantha Alexander, 1976
- N. megascapha Alexander, 1951
- N. melanaspis Alexander, 1970
- N. melanoxantha Alexander, 1962
- N. melanura (Osten Sacken, 1881)
- N. meraca Alexander, 1936
- N. meridionalis Yang & Yang, 1997
- N. metallescens Edwards, 1928
- N. mexicana (Macquart, 1846)
- N. microcera Alexander, 1921
- N. milloti Alexander, 1959
- N. minuscula (Mannheims, 1951)
- N. minuticornis Alexander, 1921
- N. mobukuensis Alexander, 1956
- N. monopsellia Speiser, 1923
- N. moravica Martinovsky, 1971
- N. moshesh Alexander, 1956
- N. mossambica Alexander, 1920
- N. muktesarensis Alexander, 1952
- N. nasuta Oosterbroek, 1975
- N. navajo Alexander, 1949
- N. neopratensis Alexander, 1921
- N. nigeriensis Alexander, 1921
- N. nigricauda Alexander, 1925
- N. nigrichroma (Pierre, 1925)
- N. nigrirostris Edwards, 1928
- N. nigritana (Mannheims, 1958)
- N. nigrithorax (de Meijere, 1919)
- N. nigroannulata (van der Wulp, 1885)
- N. nigrocentralis Alexander, 1938
- N. nigrocostalis Alexander, 1936
- N. nigrohalterata Edwards, 1928
- N. nigrolutea (Bellardi, 1859)
- N. nigropilosa Alexander, 1969
- N. nigrostylata Alexander, 1935
- N. nigrotergata (de Meijere, 1924)
- N. nox (Riedel, 1910)
- N. nycteris Alexander, 1956
- N. occipitalis (Loew, 1864)
- N. ocellata Yang & Yang, 1990
- N. ochripennis Alexander, 1921
- N. okefenoke (Alexander, 1915)
- N. oligochaeta Alexander, 1957
- N. omeiana Alexander, 1935
- N. oosterbroeki Tangelder, 1983
- N. opacistriata Alexander, 1957
- N. opima Alexander, 1924
- N. ordinaria (Osten Sacken, 1886)
- N. ortiva (Osten Sacken, 1882)
- N. ozenumensis Alexander, 1925
- N. pallida Oosterbroek, 1985
- N. pallidapex Alexander, 1938
- N. palloris (Coquillett, 1898)
- N. pamirensis (Enderlein, 1933)
- N. pangerangensis (Alexander, 1915)
- N. parascutellata Alexander, 1936
- N. parva (Edwards, 1916)
- N. parvirostra Alexander, 1924
- N. paulianana Alexander, 1957
- N. pedunculata (Loew, 1863)
- N. penumbra Alexander, 1915
- N. peralticrista Alexander, 1967
- N. perhorrida Alexander, 1942
- N. perincisa Alexander, 1949
- N. perlepida Alexander, 1956
- N. perobliqua Alexander, 1936
- N. petiolata (Macquart, 1838)
- N. pilata Alexander, 1935
- N. pilicauda (Savchenko, 1973)
- N. pjotri Tangelder, 1984
- N. platysphela Alexander, 1963
- N. platysterna Alexander, 1967
- N. pleurinotata (Brunetti, 1912)
- N. pleuromaculata Alexander, 1927
- N. polymera (Loew, 1863)
- N. praecipua Alexander, 1960
- N. pratensis (Linnaeus, 1758)
- N. pratensis eepi Oosterbroek, 1979
- N. pratensis pratensis (Linnaeus, 1758)
- N. profunda Alexander, 1935
- N. progne Alexander, 1949
- N. pulchella (Rondani, 1850)
- N. pullata (Alexander, 1914)
- N. puncticornis (Brunetti, 1912)
- N. punctifrons (Macquart, 1838)
- N. punctum (Loew, 1863)
- N. qinghaiensis Yang & Yang, 1987
- N. qinghaiensis nigrabdomen Yang & Yang, 1990
- N. qinghaiensis qinghaiensis Yang & Yang, 1987
- N. quadrifaria (Meigen, 1804)
- N. quadrilata Alexander, 1951
- N. quadrinacrea Alexander, 1949
- N. quadristriata (Schummel, 1833)
- N. quadrivittata (van der Wulp, 1885)
- N. quincunx (Speiser, 1909)
- N. quincunx edita Alexander, 1921
- N. quincunx euryglossa Alexander, 1962
- N. quincunx medioscalaris Alexander, 1962
- N. quincunx quincunx (Speiser, 1909)
- N. rajah Alexander, 1951
- N. ramulifera Tjeder, 1955
- N. rectispina Alexander, 1925
- N. relicta (Savchenko, 1973)
- N. repanda (Alexander, 1914)
- N. retenta Alexander, 1935
- N. reunionensis Alexander, 1957
- N. richardiana Alexander, 1957
- N. ridleyi Edwards, 1932
- N. rogersi Byers, 1968
- N. rossica (Riedel, 1910)
- N. ruanda Alexander, 1955
- N. rubriventris (Savchenko, 1957)
- N. ruiliensis Yang & Yang, 1990
- N. ruwenzoriana Alexander, 1920
- N. saccai (Mannheims, 1951)
- N. sachalina Alexander, 1924
- N. saghaliensis Alexander, 1925
- N. sakalava Alexander, 1960
- N. sangoana Alexander, 1963
- N. scalarifer Alexander, 1920
- N. scalaris (Meigen, 1818)
- N. scalaris parvinotata (Brunetti, 1918)
- N. scalaris scalaris (Meigen, 1818)
- N. scurra (Meigen, 1818)
- N. scurroides (de Meijere, 1904)
- N. schaeuffelei (Mannheims, 1964)
- N. semicincta Alexander, 1951
- N. semiflava (Strobl, 1909)
- N. seniana Alexander, 1952
- N. serricornis (Brunetti, 1912)
- N. setirostra Alexander, 1963
- N. shanxiensis Yang & Yang, 1990
- N. siamensis Edwards, 1928
- N. sichuanensis Yang & Yang, 1990
- N. sinensis (Edwards, 1916)
- N. smithersiana Alexander, 1959
- N. sodalis (Loew, 1864)
- N. solomonis Alexander, 1924
- N. solomonis guadalcanarana Alexander, 1936
- N. solomonis malaitana Alexander, 1936
- N. solomonis solomonis Alexander, 1924
- N. sparsicoma Alexander, 1969
- N. spatha Oosterbroek, 1975
- N. speculata (de Meijere, 1913)
- N. spicula Tangelder, 1984
- N. stackelbergi (Savchenko, 1957)
- N. staryi Oosterbroek, 1982
- N. sternomarginata Alexander, 1964
- N. strenua Alexander, 1917
- N. stygia Alexander, 1921
- N. stylacantha Alexander, 1937
- N. subalterna Oosterbroek, 1984
- N. subanalis (Mannheims, 1951)
- N. subdentata Alexander, 1955
- N. subeuryglossa Alexander, 1969
- N. subinanis Alexander, 1956
- N. sublunulicornis (Savchenko, 1957)
- N. submaculosa Edwards, 1928
- N. subopaca Alexander, 1952
- N. subpallida Alexander, 1925
- N. subumbonis Alexander, 1967
- N. sullingtonensis Edwards, 1938
- N. sundaica Edwards, 1932
- N. suturalis (Loew, 1863)
- N. suturalis suturalis (Loew, 1863)
- N. suturalis wulpiana (Bergroth, 1888)
- N. takeuchii Alexander, 1924
- N. tealei Oosterbroek, 1984
- N. tenggerensis Alexander, 1936
- N. tenuipes (Riedel, 1910)
- N. tenuis (Loew, 1863)
- N. theowaldi Oosterbroek, 1978
- N. thysia Alexander, 1956
- N. tianlinensis Yang & Yang, 1993
- N. tigrina Alexander, 1917
- N. tigrinoides Alexander, 1921
- N. tincta (Walker, 1856)
- N. toda Alexander, 1951
- N. toxopei Edwards, 1926
- N. tricincta Alexander, 1921
- N. trilobulata Alexander, 1936
- N. triobtusa Alexander, 1969
- N. tripartita (Walker, 1861)
- N. triplasia (van der Wulp, 1885)
- N. triquetra Alexander, 1956
- N. tumidiverticalis Alexander, 1930
- N. tzitzikamae Alexander, 1964
- N. umbonis Alexander, 1964
- N. umbripennis Alexander, 1917
- N. unicingulata Alexander, 1917
- N. unicornis Alexander, 1961
- N. unisicata Alexander, 1969
- N. urocera (Dietz, 1918)
- N. usta (Osten Sacken, 1886)
- N. vana Oosterbroek, 1985
- N. vana nigrovana Oosterbroek, 1985
- N. vana vana Oosterbroek, 1985
- N. variventris Edwards, 1932
- N. venusticeps Alexander, 1956
- N. vesta Alexander, 1949
- N. vicaria (Walker, 1848)
- N. villosa (Savchenko, 1973)
- N. vinsoniana Alexander, 1957
- N. violovitshi (Savchenko, 1967)
- N. virescens (Loew, 1864)
- N. virgata (Coquillett, 1898)
- N. vittula (Loew, 1864)
- N. walkeri Oosterbroek, 1986
- N. whiteheadi Edwards, 1933
- N. xanthoplaca Alexander, 1920
- N. xanthoplacodes Alexander, 1963
- N. xichangensis Yang & Yang, 1990
- N. xinjiangensis Yang & Yang, 1987
- N. xizangensis Yang & Yang, 1987
- N. zhejiangensis Yang & Yang, 1995